# 耶日·乌斯图普斯基
耶日·乌斯图普斯基（波蘭語：Jerzy Ustupski，1911年4月1日—2004年10月3日），波兰男子赛艇运动员。他曾代表波兰参加1936年夏季奥林匹克运动会赛艇比赛，搭档罗歇·韦雷获得男子双人双桨铜牌。